# 팀

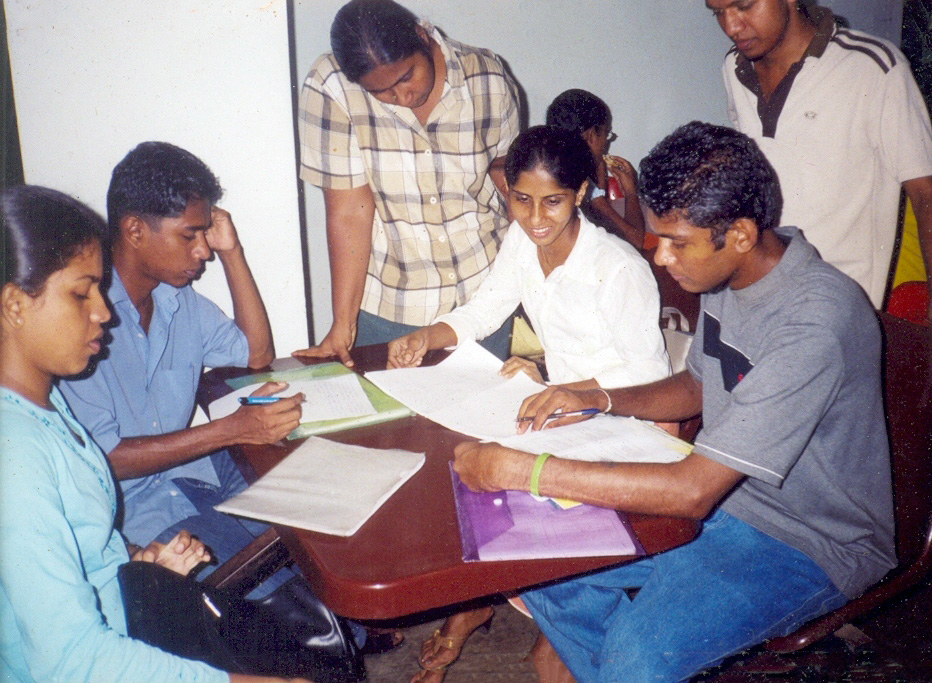
일하고 있는 팀

팀(영어: team)은 달성해야 할 목표, 이를 위한 접근 방식을 공유하고 연대 책임을 지며, 보완적인 기술을 갖춘 소규모의 집합체이다.
‘팀(Team)’이란 공동의 목적 안에서 연결된 사람들의 집단을 뜻한다. 집단이 반드시 팀을 구성하는 것은 아니다. 팀은 보통 서로 상호보완적인 기술을 지닌 선수들을 가지고 있으며, 선수들이 각각 그들의 강점은 최대화하고, 약점은 최소화할 수 있는 협조적인 노력을 통해 시너지를 낸다.
켈로그 경영대학원 Leigh Thompson 교수의 정의에 따르면 팀은 정보, 자원, 지식, 기술 관점에서 상호 의존적이면서 공통의 목표를 수행하기 위한 노력을 한 곳으로 합치기 원하는 사람들의 그룹을 의미한다.

## 그룹과의 차이
워킹 그룹의 목표는 멤버 개개인의 성과 수준을 끌어 올리는 것이며, 그 성과는 개인의 성과의 총합 밖에 되지 않는다. 한편 팀은 타인의 의견에 귀를 기울이고 건설적으로 반응하며, 가치관이 집약된 팀워크가 존재하고 그 성과는 공동 작업 성과에 따른 공동의 기여가 포함된다.

## 같이 보기
- 제휴
- 공동체
- 협동